# Look What You Made Me Do
«Look What You Made Me Do» (рус. Посмотрите, до чего вы меня довели) — песня американской певицы Тейлор Свифт с шестого студийного альбома Reputation. Песня была выпущена 25 августа 2017 года на лейбле Big Machine Records. В этот же день было выпущено лирик-видео песни на официальном YouTube-канале певицы. Авторами выступили Тейлор Свифт, Джек Антонофф с дополнительным использованием материала авторства Джека и Ричарда Фэрбрассов и Роба Манзоли, так как в песне использован семпл сингла 1992 года «I’m Too Sexy» группы Right Said Fred. Сингл возглавил хит-парады Великобритании, США и многих других стран.

## История
18 августа 2017 года Свифт очистила свои аккаунты в соцсетях, что вызвало слухи о появлении новой музыки. 21 августа Свифт выложила 10-секундный тизер видео с хвостовой частью змеи во всех своих аккаунтах в социальных платформах, его вторая часть появилась через день, а 23 августа вышла и 3-я часть с головой змеи. В тот же день Свифт сообщила, что первый сингл с её предстоящего нового шестого альбома, названного Reputation, выйдет следующей ночью. Релиз песни прошёл 24 августа через стриминговые сервисы и заработал более 8 млн стриминговых прослушиваний за 24 часа его релиза через сервис потоковых прослушиваний Spotify, установив тем самым новый рекорд первого дня релиза для отдельного трека. 29 августа 2017 года Big Machine Records запустило песню на американском contemporary hit radio.
Релиз на CD-сингле вышел в Германии 27 октября 2017.

## Музыка
Музыкальные критики описали жанр «Look What You Made Me Do» как электроклэш, поп, данс-поп и электропоп.
«Look What You Made Me Do» написана в минорной тональности Ля минор с темпом 128 ударов в минуту.
Ричард Фэрбрасс, Фред Фэрбрасс и Роб Манзоли, члены британской танцевальной поп-группы Right Said Fred, указаны в качестве соавторов песни, так как она включает и интерполирует мелодию их хита 1992 года «I’m Too Sexy». По словам Фреда Фэрбрасса, с ним и его братом связались за неделю до выпуска «Look What You Made Me Do» и
их спросили, может ли одна «современная поп-исполнительница» — чьё имя не было названо — использовать часть их песни для её последнего сингла. Хотя братья согласились на сделку, они официально не узнали имени певицы, о которой идёт речь, до утра того дня когда состоялся релиз сингла, но догадались по разным признакам, кто она. Оба брата сказали, что им понравилось песня «Look What You Made Me Do»; Фред Фэрбрасс сказал в интервью журналу Rolling Stone: «Мне нравится циничный аспект лирики, потому что и наш 'I’m Too Sexy' — это циничная песня, и я думаю, что она хорошо это сделала».
«Look What You Made Me Do» ещё дальше отдалила Свифт от предыдущих работ в стиле кантри-музыки и приблизила певицу к жанрам альтернативной электронной музыки. Возможно, это будет самый большой креативный риск для певицы. В лирическом плане композиция выполнена в агрессивном тоне: Свифт признает доминирующее положение над неназванными недоброжелателями и говорит о неизбежности последствий за бесчестные поступки в свой адрес.

## Отзывы
Песня получила разнонаправленные отзывы музыкальных критиков и интернет-изданий. В журнале USA Today заявили, что поляризованная реакция критиков на песню говорит о том, что Свифт занимает положение в культуре как «вездесущая культурная
сила» («ubiquitous cultural force»). Журналист Рэнди Льюис из газеты The Telegraph положительно оценил песню, полагая, что совместная работа Свифт и Антоноффа сочетает как ставшие популярными музыкальные клише и ходы, используемые во многих современных хитах из Top-40, так и новые мелодику и ритмы, а также добавил:
«музыкально, трек постоянно меняется, проявляется множество противоречий и противоречивых эмоциональных состояний, выраженных в текстах». Мара Карсон из газеты LA Times дала положительную рецензию песни, написав, что: «Реверберирующее крещендо строит все более восхитительный и угрожающий образ, исполняемый Свифт». Добавила далее, хваля Свифт за её успешное изображение злодейского персонажа, который СМИ изображали ещё до выхода песни. Крис Уилман из журнала Variety также высоко оценила вхождение Свифт в более мрачную поп-музыку.
Наоборот, Маура Джонстон из The Guardian написала смешанный обзор песни, сказав: «Возвращение поп-звезды полно висцеральных разочарований, но неясно, играет ли она роль или остаётся сама собой». Бриттани Спанос из журнала Rolling Stone считает, что песня ознаменовала продолжение вражды между Свифт и рэпером Канье Уэстом. Уэст ранее уже упоминал Свифт в своей песне «Famous» используя цепочку слов, «I feel like me and Taylor might still have sex / Why? / I made that bitch famous» («Я чувствую, что я и Тейлор все ещё могут заниматься сексом / Почему? / Я сделал эту суку знаменитой»). Сингл был отмечен в итоге, как более мрачная и более злая работа, чем то, что делала Свифт раньше. Обозреватель Хью Макинтай из журнала Forbes раскритиковал изменение стиля, заявляя, что это «не похоже на Тейлор Свифт» и, что «в этом есть некоторые перегибы». Хардип Фулл из New York Post назвал песню «самой интригующе необычной музыкой Свифт, выпущенной ею до настоящего времени» и увлекательным трейлером для её нового альбома Reputation. Pitchfork уже в своём заголовке отзывается о песне, как «хардкор» («a hardcore self-own»), а далее следуют слова обозревателя Миган Гарви, написавшей, что песня напомнила ей о том, что «этот ласковый период номинальной альтернативы» не похож на других девушек типа «поп-2004», и что трек звучит «устаревшим».
Некоторые критики, извещенные о выходе сингла заранее, посчитали его новой главой в карьере Свифт
. Другие обозреватели сделали вывод, что тема возмездия стала избитой для Свифт и не принесла ничего нового в творчество певицы.

## Награды и номинации
| Год  | Организация                     | Награда                        | Результат | Ref.   |
| ---- | ------------------------------- | ------------------------------ | --------- | ------ |
| 2017 | MTV Europe Music Awards         | Best Music Video               | Номинация | [ 36 ] |
| 2017 | NRJ Music Awards                | Video of the Year              | Номинация | [ 37 ] |
| 2017 | The V Chart Awards              | Best Music Video               | Победа    | [ 38 ] |
| 2018 | NME Awards                      | Best Music Video               | Номинация | [ 39 ] |
| 2018 | iHeartRadio Music Awards        | Best Music Video               | Номинация | [ 40 ] |
| 2018 | iHeartRadio Music Awards        | Best Lyrics                    | Номинация | [ 40 ] |
| 2018 | Nickelodeon Kids' Choice Awards | Favorite Song                  | Номинация | [ 41 ] |
| 2018 | Myx Music Award                 | Favourite International Video  | Номинация | [ 42 ] |
| 2018 | Radio Disney Music Awards       | Song of the Year               | Номинация | [ 43 ] |
| 2018 | Radio Disney Music Awards       | Best Song To Lip-Sync To       | Номинация | [ 43 ] |
| 2018 | HITO Radio Music Awards         | Best Western Music of the Year | Победа    | [ 44 ] |
| 2018 | Teen Choice Awards              | Choice Song by a Female Artist | Номинация | [ 45 ] |
| 2018 | MTV Video Music Awards          | Best Art Direction             | Номинация | [ 46 ] |
| 2018 | MTV Video Music Awards          | Best Editing                   | Номинация | [ 46 ] |
| 2018 | MTV Video Music Awards          | Best Visual Effects            | Номинация | [ 46 ] |
| 2018 | BMI London Awards               | Award Winning Song             | Победа    | [ 47 ] |
| 2019 | BMI Awards                      | Award-Winning song             | Победа    | [ 48 ] |
| 2019 | BMI Awards                      | Publisher of the Year          | Победа    | [ 48 ] |

## Коммерческий успех
Музыкальный портал HitsDailyDouble сообщил, что за первые 24 часа «Look What You Made Me Do» получила аудиторию свыше 20 млн человек на радиостанциях и была загружена более 100 тыс. раз на территории Соединённых Штатов, предварительно оккупировав первые строчки в онлайн-магазине iTunes Store. Это свидетельствовало о том, что за день композиция продалась на 20 % больше, чем её предыдущий лид-сингл «Shake It Off», который, в свою очередь, был распродан тиражом 544 тыс. копий за первую неделю и дебютировал на вершине американского чарта Billboard Hot 100. Издание предположило, что огромный ажиотаж вокруг песни поспособствует росту продаж к концу недели.
В США «Look What You Made Me Do» дебютировал на позиции № 77 в основном чарте Billboard Hot 100, всего за три дня радиоэфира. Также он был на позиции № 23 в мультижанровом чарте Radio Songs с аудиторией в 46 млн радиослушателей, согласно данным службы Nielsen Music. На этой радиоэфирной волне сингл «Look» поднялся на позиции № 16 в чарте Adult Pop Songs (airplay) и № 21 в чарте Pop Songs, что стало лучшим показателем в 2017 году, а также дебютировал на позиции № 22 в чарте Adult Contemporary.
Также было продано около 200,000 цифровых копий за один день продаж в США, что превысило показатель скорости загрузок, ранее установленный синглом «Shape of You» Эда Ширана. Вслед за своим релизом, «Look What You Made Me Do» был наиболее востребованной песней на всех 187 поп-радиостанциях, учитываемых Mediabase, побив рекорд, установленный синглом «Can't Stop the Feeling!» (Джастина Тимберлейка) в 2016 году, который был востребован на 186 радиостанциях поп-музыки.
Неделю спустя песня поднялась с 77-го места на позицию № 1 в чарте Hot 100, став пятым в истории самым крупным скачком наверх и пятым чарт-топпером для Тейлор Свифт в США. С тиражом 353,000 копий в первую неделю релиза, «Look What You Made Me Do» показал наивысшие показатели продаж впервые после сингла «Can’t Stop the Feeling!» (Джастин Тимберлейк 2016), а также лучший показатель недельных продаж среди певиц после «Hello» (Адель, 2015). Трек также стал первым чарт-топпером при участии певицы в США с 2016 года, когда лидировал сингл «Closer» (The Chainsmokers при участии Холзи) и первым синглом, главным исполнителем была женщина (Сия при участии Шона Пола, «Cheap Thrills»). Также сингл первым хитом на вершине чарта в сольном исполнении певицы после «Hello» Адели.
Сингл также возглавил чарт Mainstream Top 40 (Pop Songs), став там восьмым чарт-топпером для Свифт. Лидируют по этому показателю Кэти Перри и Рианна (у каждой по 11 хитов № 1 в этом поп-чарте, созданном в 1992 году), Maroon 5 и P!nk (по 9), Бруно Марс и Джастин Тимберлейк (по 8).
В Великобритании было продано 20,000 копий сингла и загружено по стримингу 2,4 млн раз менее чем за неделю, где в итоге он стал первым для Свифт чарт-топпером, поднявшись на первое место UK Singles Chart с продажами 30,000 копий и 5,3 млн по стримингу за полную неделю. После двух недель лидерства сингл Свифт уступил первое место синглу «Too Good at Goodbyes» британского певца Сэм Смит.
Сингл также дебютировал на первом месте в Канаде (Canadian Hot 100) и был сертифицирован в платиновом статусе Music Canada за тираж 80000 единиц к 14 сентябрю 2017 года.
«Look What You Made Me Do» дебютировал на первом месте в Австралии, став её 5-м хитом во главе этого чарта после «Love Story», «Shake It Off», «Blank Space» и «Bad Blood». «Look What You Made Me Do» также дебютировал на первом месте хит-парадов в Ирландии, Шотландии, Новой Зеландии, Чехии, Словакии.

## Музыкальное видео
Лирик-видео песни вышло на официальном YouTube-канале певицы (аккаунт Vevo). Оно в значительной степени основан на графическом дизайне американского художника Сола Басса (который поработал с такими режиссёрами, как Альфред Хичкок, Отто Премингер, Стэнли Кубрик, Мартин Скорсезе), использованном в фильме Головокружение (1958). Его продюсировали Тейлор Свифт и американский режиссёр музыкальных видео, фильмов и рекламных роликов Джозеф Кан. За первые 24 часа лирик-видео просмотрели 19 млн раз, что превысило прошлый рекорд среди подобных ему текстовых видео, установленный «Something Just like This» в исполнении The Chainsmokers и Coldplay. Просмотр шёл со скоростью на уровне 30,000 раз в минуту в первые 24 часа, или более 3 млн в час.
Официальное музыкальное видео было впервые показано 27 августа 2017 года на церемонии 2017 MTV Video Music Awards.
Видеоклип побил рекорд YouTube по просмотрам за первые сутки. В первые 24 часа его просмотрели 43,2 млн раз, что больше предыдущего рекорда в 38,4 млн, установленного в 2013 году хитом «Gentleman» корейца Psy. Также он побил рекорд музыкального канала Vevo в 27,7 млн, установленного в 2015 году хитом «Hello» (Адель). Число лайков достигло 1 млн за 24 часа (при 232,000 дизлайков).
К 1 сентября 2017 года клип за 4 дня просмотрели более 100 млн раз, что превысило прошлый рекордный показатель в 5 дней (песня «Hello», 2015).
Подготовка музыкального видео началась ещё в январе 2017 года, в то время как сама съёмка проходила в мае. Танцевальные номера поставил хореограф Тайс Диорио, который работал вместе с Тейлор над клипом «Shake It Off». Макияж Свифт под зомби готовил Билл Корсо. Окончательная подготовка видео продолжалась до самого утра его релиза.
Сообщалось также, что алмазы, использованные в сцене, являются подлинными. Бриллианты, заимствованные у знаменитого ювелира Нила Лейна, обладают стоимостью более 10 миллионов долларов, что привело к жестким мерам безопасности.

### Сюжет
Видео начинается с того, что Свифт в образе зомби вылезает из могилы, надгробие которого гласит: «Здесь покоится репутация Тейлор Свифт» и копает ещё одну могилу. Следующая сцена показывает Свифт в ванной, наполненной бриллиантами. Затем она восседает на троне, пока змеи подают ей чай. Позже она разбивает свою машину о столб и поет припев песни, а папарацци её фотографируют. Она также показана, качающейся внутри клетки, участвует в ограблении банка, находится в мотоциклетной банде. Впоследствии она собирает группу женщин, названных «U Squad», и танцует с группой мужчин в другой комнате. В конце видео различные итерации публичного имиджа Свифт (образы из её прошлых видеоклипов) спорят друг с другом, описывая друг друга словами «такие поддельные» и «играющие жертву», заканчивают высказыванием «Я очень хотела бы быть исключена из этого повествования», после чего другие итерации в унисон кричат «заткнуться!», в то время как версия Свифт на заднем плане молча наблюдает за происходящим.
Джойс Чен из американского журнала Rolling Stone, анализируя клип, обнаружил 13 скрытых посланий или малозаметных нюансов, которые могут иметь значение и которые можно пропустить при первом просмотре. С ним перекликается и Люси Вуд из британской газеты Metro, которая выделила в клипе 21 момент с различными явными и неявными посланиями.
В июне 2016 года, обсуждая отношения между ней и Канье Уэстом после его песни «Famous», Свифт написала в Instagram: «Я очень хотела бы быть исключена из этого повествования». И почти теми же словами в том же ключе говорит одна из итераций Свифт в самом конце видео. И эта итерация одета в клипе в ту же одежду, которую Свифт носила во время скандального инцидента на Церемонии MTV Video Music Awards 2009, когда Канье Уэст прервал её речь после награждения в категории за Лучшее женское видео.

## Чарты

### Еженедельные чарты
| Чарт (2017)                            | Высшая позиция |
| -------------------------------------- | -------------- |
| Argentina Anglo (Monitor Latino)       | 4              |
| Австралия (ARIA)                       | 1              |
| Австрия (Ö3 Austria Top 40)            | 2              |
| Бельгия/Фландрия (Ultratop 50)         | 8              |
| Бельгия/Валлония (Ultratop 50)         | 39             |
| Bulgaria (PROPHON)                     | 9              |
| Канада (Billboard Canadian Hot 100)    | 1              |
| Канада (Billboard AC)                  | 33             |
| Канада (Billboard CHR/Top 40)          | 10             |
| Канада (Billboard Hot AC)              | 10             |
| Colombia (National-Report)             | 46             |
| Costa Rica (Monitor Latino)            | 6              |
| Croatia (HRT)                          | 1              |
| Чехия (Rádio — Top 100)                | 39             |
| Чехия (Singles Digitál Top 100)        | 1              |
| Дания (Tracklisten)                    | 12             |
| El Salvador (Monitor Latino)           | 7              |
| Euro Digital Songs (Billboard)         | 1              |
| Финляндия (Suomen virallinen lista)    | 8              |
| France (SNEP)                          | 26             |
| Германия (GfK)                         | 3              |
| Greece Digital Songs (Billboard)       | 1              |
| Greece (IFPI)                          | 2              |
| Honduras (Monitor Latino)              | 15             |
| Венгрия (Single Top 40)                | 3              |
| Ирландия (IRMA)                        | 1              |
| Израиль (Media Forest)                 | 1              |
| Италия (FIMI)                          | 10             |
| Япония (Billboard Japan Hot 100)       | 7              |
| Латвия (Latvijas Top 40)               | 2              |
| Ливан (Lebanese Top 20)                | 1              |
| Luxembourg Digital Songs (Billboard)   | 7              |
| Малайзия (RIM)                         | 1              |
| Mexico Airplay (Billboard)             | 10             |
| Нидерланды (Dutch Top 40)              | 7              |
| Нидерланды (Single Top 100)            | 13             |
| Новая Зеландия (Recorded Music NZ)     | 1              |
| Норвегия (VG-lista)                    | 6              |
| Филиппины (Philippine Hot 100)         | 1              |
| Португалия (AFP)                       | 4              |
| Russia Airplay (Tophit)                | 46             |
| Romania (Airplay 100)                  | 64             |
| Шотландия (OCC Scotland)               | 1              |
| Словакия (Singles Digitál Top 100)     | 1              |
| Slovenia (SloTop50)                    | 26             |
| South Korea International Chart (Gaon) | 6              |
| Испания (PROMUSICAE)                   | 12             |
| Швеция (Sverigetopplistan)             | 7              |
| Швейцария (Schweizer Hitparade)        | 6              |
| Великобритания (OCC UK Singles)        | 1              |
| Uruguay (Monitor Latino)               | 14             |
| США (Billboard Hot 100)                | 1              |
| США (Billboard Adult Contemporary)     | 19             |
| США (Billboard Adult Pop Airplay)      | 7              |
| США (Billboard Dance Club Songs)       | 9              |
| США (Billboard Dance/Mix Show Airplay) | 3              |
| США (Billboard Pop Airplay)            | 1              |
| США (Billboard Rhythmic)               | 20             |
| Venezuela Anglo (Monitor Latino)       | 5              |

## Сертификации
| Регион                                                                      | Сертификация  | Продажи   |
| --------------------------------------------------------------------------- | ------------- | --------- |
| Австралия (ARIA)                                                            | 4× Платиновый | 280 000   |
| Бельгия (BEA)                                                               | Золотой       | 10 000    |
| Бразилия (ABPD)                                                             | Бриллиантовый | 160 000   |
| Канада (Music Canada)                                                       | 3× Платиновый | 240 000   |
| Дания (IFPI Danmark)                                                        | Золотой       | 45 000    |
| Франция (SNEP)                                                              | Золотой       | 66 666    |
| Германия (BVMI)                                                             | Золотой       | 200 000   |
| Италия (FIMI)                                                               | Платиновый    | 50 000    |
| Новая Зеландия (RMNZ)                                                       | Золотой       | 15 000    |
| Норвегия (IFPI Norway)                                                      | Платиновый    | 60 000    |
| Польша (ZPAV)                                                               | 2× Платиновый | 40 000    |
| Португалия (AFP)                                                            | Платиновый    | 10 000    |
| Испания (PROMUSICAE)                                                        | Платиновый    | 60 000    |
| Швеция (GLF)                                                                | 2× Платиновый | 80 000    |
| Великобритания (BPI)                                                        | 2× Платиновый | 1 200 000 |
| США (RIAA)                                                                  | 4× Платиновый | 4 000 000 |
| Данные о продажах + прослушиваниях приведены только на основе сертификации. |               |           |

## История выхода
| Регион         | Дата            | Формат                 | Лейбл           | Ref     |
| -------------- | --------------- | ---------------------- | --------------- | ------- |
| Разные регионы | 24 августа 2017 | Стриминг               | Big Machine     | [ 11 ]  |
| Разные регионы | 25 августа 2017 | Цифровое скачивание    | Big Machine     | [ 161 ] |
| Италия         | 25 августа 2017 | Contemporary hit radio | Universal Music | [ 162 ] |
| Великобритания | 26 августа 2017 | Contemporary hit radio | Virgin EMI      | [ 163 ] |
| США            | 29 августа 2017 | Contemporary hit radio | Big Machine     | [ 13 ]  |
| Германия       | 27 октября 2017 | CD single              | Universal Music | [ 14 ]  |